# 1734 Жонголович
1734 Жонголович (1734 Zhongolovich) — астероїд головного поясу, відкритий 11 жовтня 1928 року.
Тіссеранів параметр щодо Юпітера — 3,280.
Названо на честь Івана Даниловича Жонголовича (1892—1981) — радянського полярного дослідника, астронома, гравіметриста, геодезиста і гідрографа.